# Joven Italia
La Joven Italia (Giovine Italia o Giovane Italia) fue una asociación política instituida en Marsella en julio de 1831 por Giuseppe Mazzini, cuyo fin era conseguir la independencia de Italia y la reforma social, siguiendo los principios de libertad, independencia y unidad, eliminando los gobiernos italianos anteriores a la Unificación italiana. Su programa era publicado en un periódico del mismo nombre. La Joven Italia estaba formada por republicanos y demócratas. Uno de sus miembros más destacados fue Giuseppe Garibaldi, un patriota italiano.

## Histórico

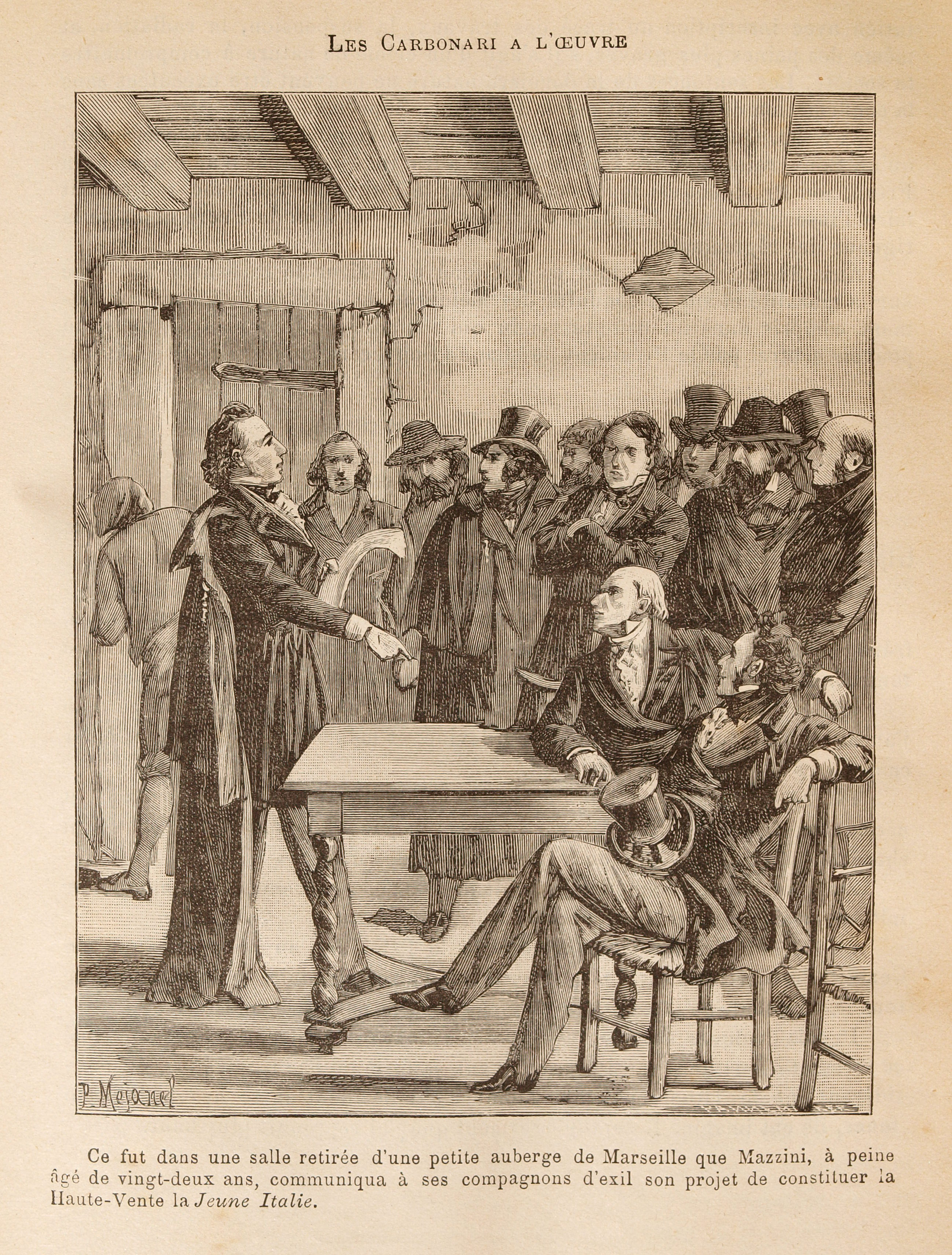
Mazzini haciendo un discurso a Joven Italia, ilustración de Pierre Méjanel

Antes de que triunfara "Joven Italia" ya habían fracasado otros intentos revolucionarios en Italia (1820 y 1831), concretamente en Nápoles, Piamonte y Parma. Como las armas habían fracasado, la organización de Mazzini se sirvió de la propaganda para difundir sus ideas. Así, lo importante fue transmitir la idea de "patria italiana", sin preocuparse en exceso de cómo se organizaría ésta.

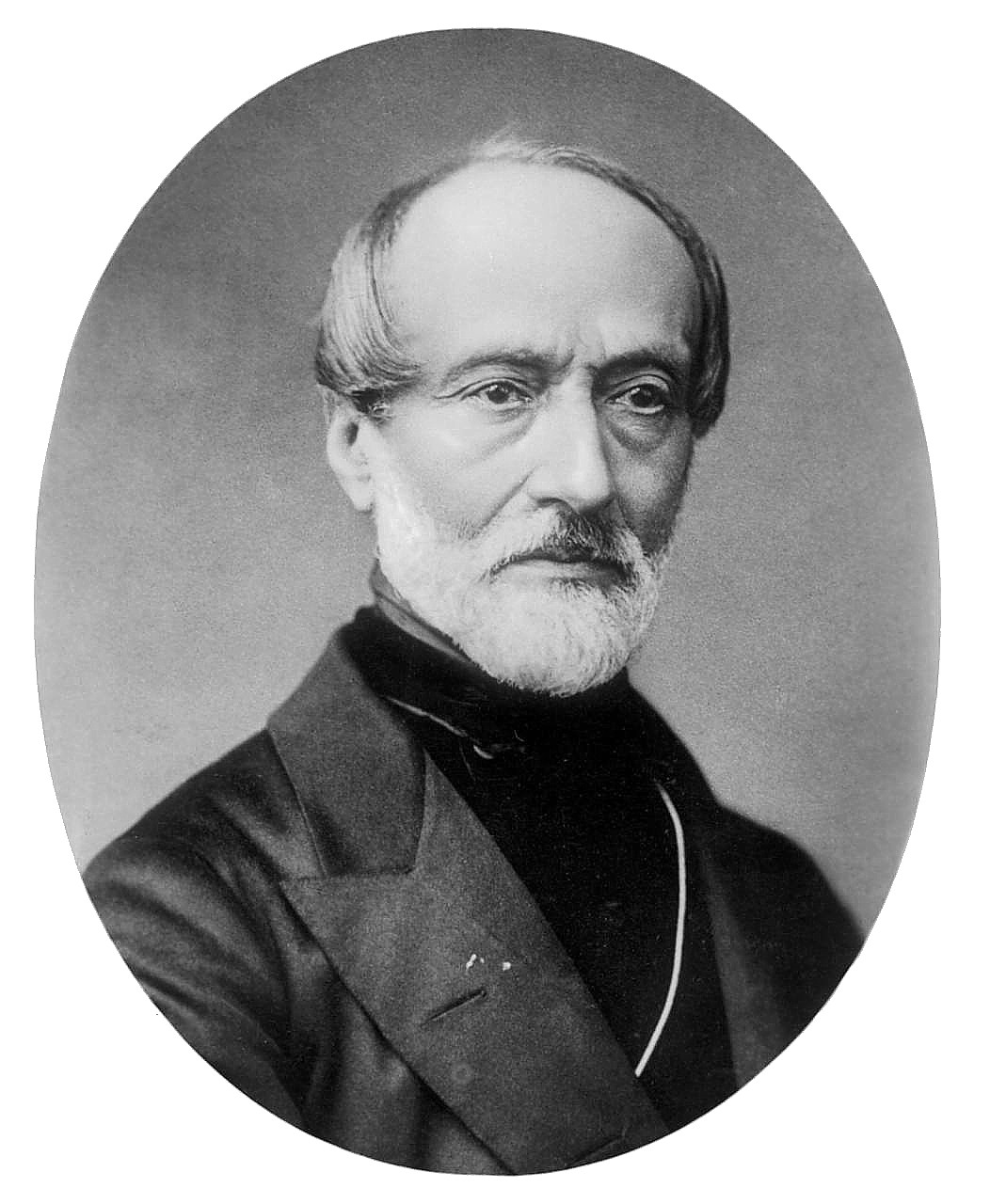
Fotografía de Mazzini en 1860

Mazzini disolvió la organización el 5 de mayo de 1848, creando en su lugar la Asociación nacional italiana y posteriormente el Partido de Acción.
"Joven Italia" tuvo una gran repercusión en toda Italia y puso las bases para la reunificación que se conseguiría después. Sin embargo, la reunificación final estuvo muy lejos de lo que defendía la organización de Mazzini, que quería una Italia republicana ("Dios y el pueblo" era su lema) y no monárquica como finalmente se hizo.